# عسيلان الأمني (وادي الدواسر)
عسيلان الأمني، هي قرية من فئة (ب) تقع في محافظة وادي الدواسر، والتابعة لمنطقة الرياض في السعودية. وتبعد عسيلان الأمني عن محافظة وادي الدواسر بمسافة تقارب () كم.